# 1663 en littérature
| Années de la littérature : 1660 - 1661 - 1662 - 1663 - 1664 - 1665 - 1666    |
| Décennies de la littérature : 1630 - 1640 - 1650 - 1660 - 1670 - 1680 - 1690 |

Cet article présente les faits marquants de l'année 1663 en littérature.

## Événements
- 3 février : Colbert fonde l'Académie royale des Inscriptions et Médailles, future Académie des inscriptions et belles-lettres par décision royale du 4 janvier 1716[1].
- 24 février : John Milton épouse Elizabeth Minshull[2].
- 31 août : premier numéro de The Public Intelligencer, journal de Roger L'Estrange qui parait deux fois par semaine en Angleterre jusqu'au 29 janvier 1665[3].
- 4 octobre : première conférence de la seconde Academia dos singulares (pt) à Lisbonne[4].

- 20 novembre : divers ouvrages de Descartes sont mis à l'index[5].

- Charles de Saint-Évremond compose ses Réflexions sur les divers génies du peuple romain, publiée par Barbin en 1668 dans l'édition des œuvres mêlées de l'auteur[6].
- Décret de l'électeur Ferdinand-Marie instituant le dépôt légal en Bavière : un exemplaire de chaque œuvre nouvellement imprimée doit être déposé à la Bayerische Staatsbibliothek à Munich, décision considérée comme la plus ancienne réglementation sur le dépôt légal en Allemagne[7].

## Parutions
- 1er décembre : achevé d'imprimer du récit de voyage de Jean Paulmier de Courtonne, Mémoires touchant l'établissement d'une mission chrestienne dans le Troisième Monde, Paris, Claude Cramoisy, 1663 (présentation en ligne).

- Baruch Spinoza, Renati Des Cartes Principiorum philosophiae, vol. I, & II, Amstelodami, Johannem Riewerts, 1663 (présentation en ligne) (« Les Principes de la philosophie de Descartes » avec en appendice les Cogitata Metaphysica, (« Pensées métaphysiques »).
- Michel de Marolles, Histoire des roys de France, Paris, Sébastien Huré, 1663 (présentation en ligne).
- Eliot Indian Bible (en), première traduction complète de la bible en langue amérindienne (massachusett), traduite par le missionnaire puritain John Eliot à partir de la Geneva Bible, est imprimée par Samuel Green à Cambridge (Massachusetts)[8].
- Samuel Butler, Hudibras : The thirst part, vol. 1, London, Richard Marriott, 1663 (présentation en ligne), poème satirique en trois parties, publiées en 1663, 1664 et 1678.

## Naissances
- 30 juillet : George Stepney, poète et diplomate anglais († 1707)